# Třetí bitva u Yper
Třetí bitva u Yper (německy Dritte Flandernschlacht; francouzsky Troisième Bataille des Flandres a nizozemsky Derde Slag om Vlaanderen), známá též jako bitva u Passchendaele, byla válečným tažením první světové války, ve kterém proti sobě bojovaly síly států Dohody a Německého císařství. Bitva probíhala na západní frontě od července do listopadu 1917 a bojovalo se o kontrolu nad hřebeny, které se nacházejí na jihu a východě od belgického města Ypry v Západních Flandrech. O podniknutí tažení v rámci spojenecké strategie se státy Dohody dohodly v listopadu 1916 a květnu 1917. Vesnice Passchendaele leží na posledním hřebeni východně od Yper, 8 kilometrů od křižovatky v Roeselare železniční trasy z Brugg do Kortrijku. Stanice v Roeselare se nacházela na hlavní zásobovací trase německé čtvrté armády. Po obsazení hřebenu Passchendaele měly spojenecké síly pokračovat v linii od Torhoutu do Koekelare.
Další operace a podpůrný útok britských sil podél belgického pobřeží směrem od Nieuwpoortu, jehož součástí bylo vylodění na belgickém pobřeží při operaci Hush, měl dorazit k Bruggám a pak k nizozemské hranici. Odpor čtvrté armády, nezvykle deštivé srpnové dny, počátek podzimních dešťů v říjnu a odklon britských a francouzských zdrojů do Itálie dovolil Německému císařství bojovat déle a nestáhnout své síly, což se začátkem října zdálo nevyhnutelné. Tažení skončilo v listopadu, kdy se podařilo kanadským sborům obsadit Passchendaele. Menší místní útoky však pokračovaly nadále, a to v prosinci i na začátku příštího roku. Spojenecká vojska definitivně obsadila belgické pobřeží a dosáhla nizozemských hranic až po bitvě na řece Leie a páté bitvě u Yper.
Válečné tažení ve Flandrech se stalo roku 1917 kontroverzním a je doposud. Britský premiér David Lloyd George byl, stejně jako generál Ferdinand Foch, vrchní velitel štábu francouzské armády, proti podniknutí ofenzívy. Polní maršál Douglas Haig, vrchní velitel britského expedičního sboru, tak nemohl získat od britského válečného kabinetu povolení k provedení operace až do 21. června. Jednou ze sporných otázek, o které se vedou od roku 1917 mezi účastníky bitvy, spisovateli a historiky diskuse, je snaha vést ofenzivní strategii v návaznosti na Nivellovu ofenzívu a nečekat na příchod amerických expedičních sil do Francie.
Kontroverzní nadále zůstala i volba Flander a jejich klimatických podmínek pro vedení ofenzívy generálem Hubertem Goughem a pátou armádou a debaty o povaze zahájení útoku. Diskusi neunikl ani čas mezi bitvou u Mesen (7.–14. června) a prvním spojeneckým útokem v bitvě o hřeben Pilckem (31. července), rozsah vnitřních rozporů a problémů francouzské armády ovlivňujících tu britskou, účinek nepříznivého počasí a ani rozhodnutí pokračovat v ofenzívě i v říjnu a cena lidských životů tažení.

## Pozadí

### Flandry

#### 1914
Nezávislost a samostatnost Belgie byla uznána v roce 1839 a stvrzena Londýnskou smlouvou, a to 9 let po odtržení jižních provincií Nizozemska roku 1830. Německé císařství vpadlo do Belgie 4. srpna 1914, což mělo za následek porušení 7. článku smlouvy a vedlo tak k vyhlášení války Spojeného království proti Německu. Britské válečné operace v Belgii započaly 22. srpna po příchodu jednotek britského expedičního sboru do města Mons. Operace ve Flandrech začaly během závodu k moři. Jednalo se o vzájemné pokusy francouzského a německého vojska proniknout nepřátelským severním křídlem, přičemž se bojovalo na území regionů Pikardie, Artois a Flandrů. Dne 10. října generálporučík Erich von Falkenhayn, náčelník Oberste Heeresleitungu, nařídil útok na francouzská města Dunkerk a Calais. Následně dal povel k přesunutí armády na jih za spojeneckými vojsky. Chtěl tím dosáhnout rozhodujícího vítězství. Dne 16. října došlo na řece Yser k útoku na belgické a některé francouzské jednotky německou armádou, které bránily západní Belgii a francouzské přístavy u Lamanšského průlivu. Ofenzíva Německého císařství se však nezdařila, a tak dal Falkenhayn povel dobýt belgické město Ypry a jeho okolí, aby v regionu získal výhodné postavení. Nicméně 18. listopadu skončila první bitva u Yper také neúspěšně, a to za cenu až 160 000 německých životů. V prosinci jednala britská admiralita s ministerstvem války o podniknutí společné operace a znovuzískání belgického pobřeží. Nakonec byli ale povinni vyhovět Francouzům a jejich strategii a nadále se účastnit tažení směřujících na jih.

#### 1915
Z důvodu nedostatků zásob nemohla britská vojska provádět v roce 1915 ve Flandrech útočné operace. Němci však v regionu v druhé bitvě u Yper (22. dubna – 15. května 1915) provedli vlastní ofenzívu, což velmi ztížilo a prodražilo obranu Yperského oblouku. Dne 19. prosince nahradil polní maršál Douglas Haig na postu vrchního velitele britského expedičního sboru Johna Frenche. Týden po svém jmenování se Haig setkal s viceadmirálem Reginaldem Baconem. Ten zdůraznil, že je důležité získat kontrolu nad belgickým pobřežím, aby se snížila hrozba na moři, představovaná německými ponorkami. Haig byl však vůči operaci vedené na pobřeží skeptický a věřil, že přistát na něm bude mnohem obtíženější, než se původně předpokládalo. Dodal, že postup podél pobřeží bude natolik náročný a bude vyžadovat takových příprav, že Němci by mohli být v předstihu o operaci varováni. Haig spíše preferoval postup z Yper, čímž by se vojsko vyhnulo zaplaveným oblastem kolem řeky Yser a pobřeží, než aby podnikali útok na pobřeží a vyčistili jej až k nizozemským hranicím.

#### 1916
V roce 1916 se v Yperském oblouku odehrálo několik menších konfliktů a operací. Zpočátku se Němci většinou pokoušeli vyrušit spojenecké jednotky, které se připravovaly na bitvu u Verdunu, později se snažili odklonit zásobovací trasy spojenců z bitvy na Sommě. Další operace podnikli Britové, kteří se buď snažili dobýt zpět zabrané území, anebo vylákat Němce ze zákopů a mít výhled na jejich pozice. K ozbrojeným střetům došlo 12. února ve vesnici Boezinge a 14. února v okolí osady Hooge a lesa Sanctuary. Operace proběhly mezi 14.–15. únorem a 1.–4. březnem na pahorku Bluff, 27. březnem – 16. dubnem v kráterech u vesnice Saint-Éloi a 2.–13. červnem u Mont Sorrelu. V lednu 1917 držela na západní frontě druhá armáda, pod vedením generála Herberta Plumera, a 2. Anzac, 9., 10. a 8. armádní sbor, společně čítající dohromady 13 divizí z toho 2 byly v záloze, flanderskou linii. Ta se táhla mezi vesnicemi Laventie a Boezinge. Odstřelovalo se na ni z minometů a podnikaly nájezdy, kopaly se zde také tunely. Mezi lednem a květnem ztratila druhá armáda přibližně 20 000 mužů. V květnu začaly z jihu do Flander přicházet posily, a to velení 2. armádního sboru a 17 divizí, které dorazily koncem měsíce.
V lednu 1916 začal generál Plumer plánovat útoky proti vesnici Mesen, městu Lille a Houthulstskému lesu. Dne 4. února dostal generál Henry Rawlinson rozkaz naplánovat útok z Yperského oblouku a plánování pokračovalo i v průběhu roku, přestože jeho většinu zabrala bitva u Verdunu a na Sommě. V listopadu se Haig, vrchní velitel francouzské armády Joseph Joffre a další spojenci setkali ve městě Chantilly poblíž Paříže. Společně se dohodli na strategii vedení souběžně probíhajících útoků, jejichž cílem bylo přemoci Ústřední mocnosti na západní, východní a italské frontě. První z nich by se měly odehrát v prvních čtrnácti dnech února roku 1917. Britská admiralita a generální štáb po jednání v Londýně naléhaly, aby se operace ve Flandrech uskutečnila v roce 1917. Joffre jim odpověděl 8. prosince a souhlasil s podniknutím tažení, které by se mělo odehrát po jarní ofenzívě. Vrchní velitel francouzské armády Robert Nivelle se rozhodl provést strategicky rozhodující útoky. Tím se upustilo od původně plánované opotřebovávací války, jejíž hlavní část měla vypuknout v létě pod vedením britského expedičního sboru.

### Spojenecká strategie
Nivelle plánoval provést úderné zatlačení německých záloh Brity, u města Arras, a Francouzi, mezi deparmenty Somme a Oise. Poté měla francouzská armáda prolomit německou linii v deparmentu Aisne, po níž mělo následovat pronásledování a vykořisťování německých vojsk. Haig měl ohledně jeho plánu výhrady. Dne 6. ledna Nivelle souhlasil s tím, že pokud první dvě části operace selžou a nedojde k prolomení linie, tak budou všechny následné akce zastaveny. Britové by pak mohly své síly přesunout na sever a podpořit flanderskou ofenzívu, která měla pro britskou vládu veliký význam. Dne 23. ledna Haig napsal, že by trvalo britským jednotkám a vybavení šest týdnů, než by se přesunuly do Flander, a 14. března poznamenal, že by mohla operace u hřebenu Mesen začít v květnu. Dne 21. března poslal Nivellovi zprávu, ve které jej informoval o možné délce příprav operací: 2 měsíce by se připravovalo na ofenzívu z města Mesen do Steenstraatu, přičemž samotná operace v Mesen by se mohla uskuteční za pět až šest týdnů. Hlavní útok francouzských vojsk, jenž probíhal mezi 9. dubnem a 9. květnem, nedokázal prolomit německou linii. Dne 16. května Haig napsal, že se rozhodl rozdělit flanderskou ofenzívu na dvě části. První se odehraje u hřebenu Mesen a druhá, tedy hlavní útok, o několik týdnů později. Britové byli ještě více odhodláni vyčistit belgické pobřeží poté, co Němci 1. února opět začali útočit ponorkami. Dne 1. května Haig napsal, že Nivellova ofenzíva oslabila německou armádu, ale pokusit se o rozhodující úder by bylo předčasné. Opotřebovávací válka by pokračovala na té frontě, na které by Němci neměli prostor na ústup. I sebemenší úspěch by mohl zlepšit taktickou situaci u Yper a snížit tak nevšední úbytek, a to i během období bez bojů. Na počátku května stanovil Haig datum konání flanderské ofenzívy – útok na Mesenský hřeben začne 7. června.

### Kerenského ofenzíva

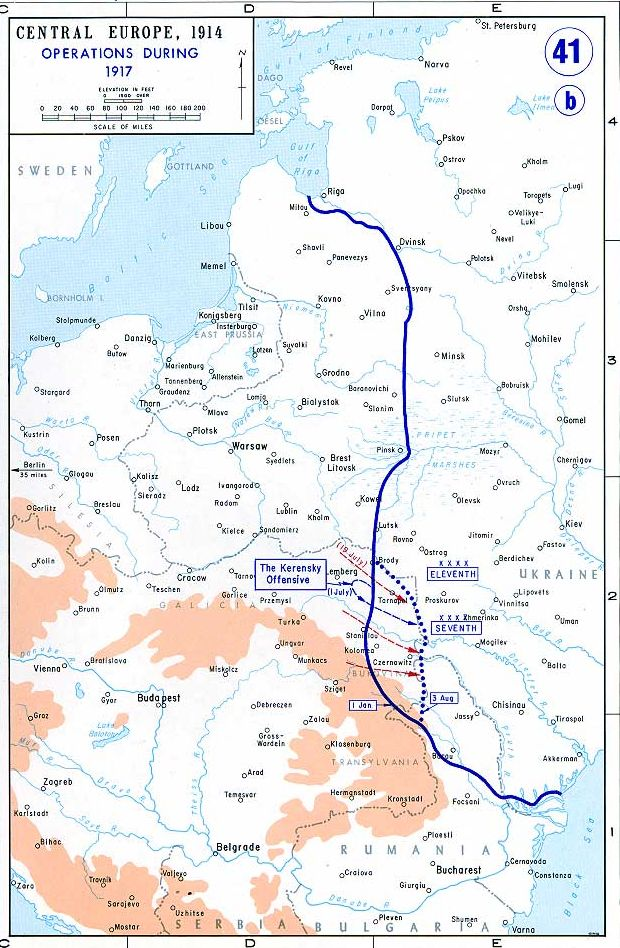
Východní fronta v roce 1917

Ruská armáda provedla v Haliči vlastní ofenzívu, a to v návaznosti na dohodu se Spojenci, sjednanou mezi 15. a 16. listopadem 1916 na setkání ve městě Chantilly. Po krátkém období úspěchů ruské armády, během 1. až 19. července 1917, byla její ofenzíva zastavena německou a rakouskouherskou armádou. Ty provedly protiútok a Rusové museli ustoupit. Mezi 1. a 5. zářím využili Němci na pobaltském pobřeží své strategické zálohy, které tvořilo šest divizí, a dobyli Rigu. Během operace Albion, která se odehrávala v září a říjnu, německá armáda převzala kontrolu nad ostrovy při ústí Rižského zálivu. Britští a francouzští velitelé tak museli počítat na západní frontě s mnohem silnější německou západní armádou (Westheer), kterou koncem roku 1917 posilovaly jednotky ze stahující se německé východní armády (Ostheer). Haig si přál využívat rozptýlené německé armády v Rusku po tak dlouho dobu, jak to bude možné, a proto vyzval britský válečný kabinet, aby do bitvy ve Flandrech poskytl maximální množství munice a vojáků.

## Předehra

### Yperský oblouk
Na jihozápadě Yperského oblouku se nachází protáhlé návrší Kemmelberg a na východě vede od jihozápadu na severovýchod nízké návrší. Vesnice Wijtschate a Hill 60 leží na východ od osad Verbrandenmolen a Hooge, Polygonského lesa a vesnice Passchendaele. Nejvyšší bod hřebenu je ve Wijtschate, 6,4 km daleko od Yper, přičemž ve vesnici Hollebeke je hřeben vzdálený 3,7 km a po 6,7 km klesá u Polygonského lesa. Wijtschate se nachází přibližně 46 m nad planinou – na silnici z Yper do Meninu je Hooge ve výšce 30 m a Passchendaele 21 m. Úbočí jsou povětšinou mírná, kromě okolí obce Zonnebeke, která mají sklon 1 : 33. Sklon úbočí od Hooge dále na jih je 1 : 75 a poblíž Hollebeke 1 : 60. Hlavní hřeben má na východě ostře svažité výběžky a jeden z nich je zvláště patrný ve Wijtschate, který vede 3,2 km na jihovýchod do Mesen, s mírným sklonem na východní straně a poklesem 1 : 10 na západní. Dále na jih se nachází bahnité údolí řeky Douve, Ploegsteertský les a Hill 63. Západně od hřebenu Mesen vede souběžně výběžek Wulverghem (Spanbroekmolen) a východně výběžek Oosttaverne, který vede souběžně s hlavním hřebenem. Úbočí směřující jižně a východně od Yper, které tvoří nízké hřebeny a poklesy, se na sever postupně zplošťuje, a to až za Passchendaele do nevýrazné planiny.
Držení vyvýšeného území jižně a východně od Yper dává armádě dostatečný rozhled po okolí, a může tak pozorovat nepřátelskou linii, možnost boční palby a zakrytí svých dělostřeleckých baterií. Armáda, jež má vyvýšeninu v držení, může dále skrýt pohyby jednotek a ukrýt zásoby a skladiště. Okolí hřebenu, od Wijtschate do Zonnebeke, je tvořeno lesy, jež mohou posloužit ke krytí, přičemž některé z nich jsou velmi rozsáhlé. Jedná se například o Polygonský les a později pojmenovaný Bitevní les, les Shrewsbury a Sanctuary. V lesích se v roce 1914 nacházel i podrost, během roku 1917 však byla většina lesů zničena a zredukována odstřelováním dělostřelectva. Ze stromů zůstaly pahýly a roztříštěné kmeny zamotané do ostnatého drátu, přičemž země, která byla plná děr a kráterů, byla protkána ještě větším množstvím ostnatého drátu. Pole mezi lesy byla široká 730 až 910 m a bez možnosti se ukrýt. Hlavní silnice do Yper, z Poperinge do Vlamertinge, ležící v průsmyku byla lehce pozorovatelná z hřebenu. Před sto lety byly zdejší silnice nezpevněny, kromě těch hlavních z Yper, a sem tam kolem nich stály vesnice a domy. Západní nížiny hřebenu tvořily směsici polí a niv, s vysokými živými ploty a s množstvím stromů. Byly protkány říčkami a sítí odvodňovacích příkopů, které ústily do kanálů.

### Topografie

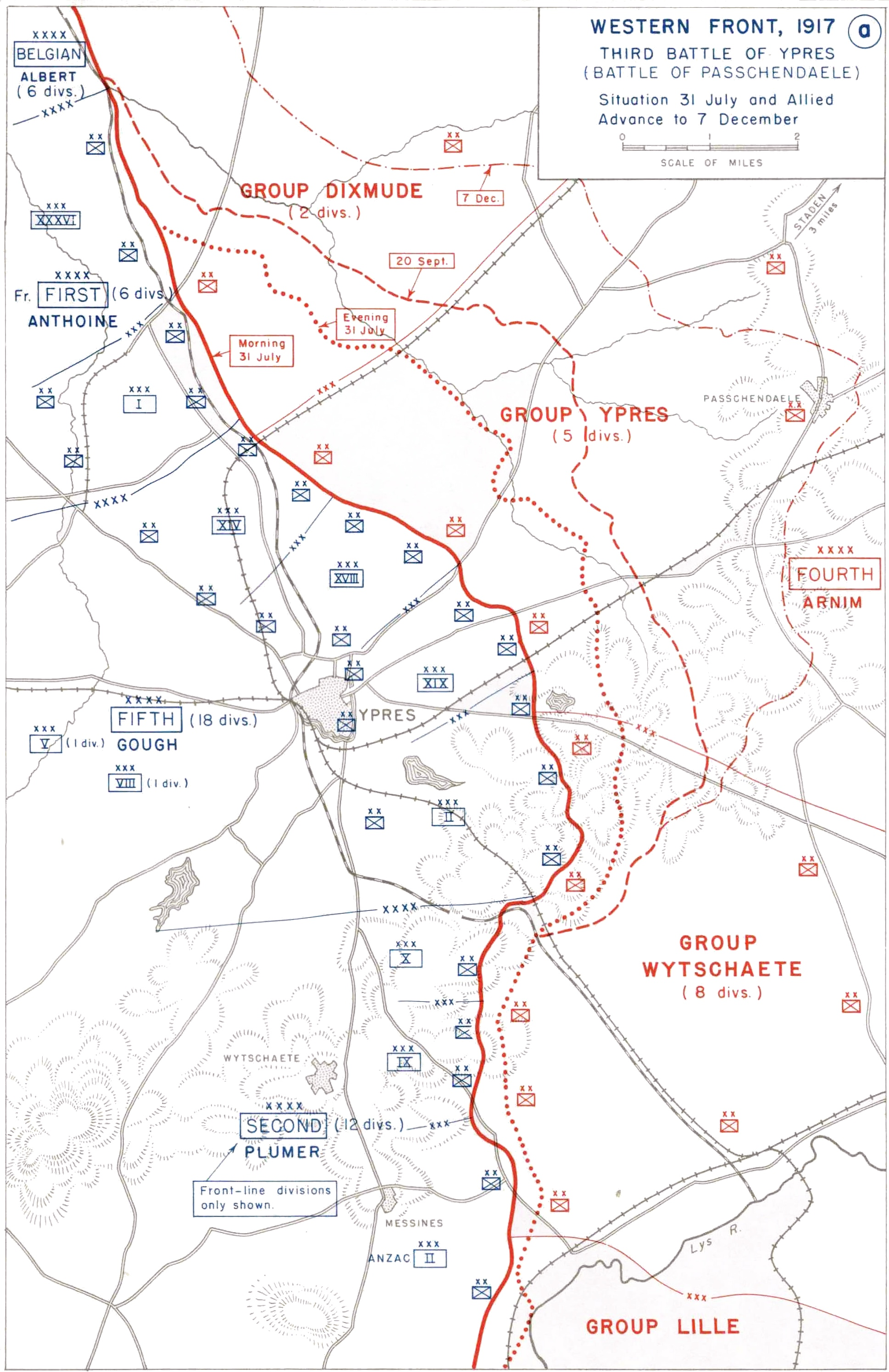
Vývoj bitvy a rozestavení jednotek

Flandry jsou převážně tvořeny pískem, štěrkem a slínem, které jsou na některých místech zakryty siltem. Pobřežní pás je písčitý a nachází se kousek od vnitrozemí. Země pomalu stoupá k Yperskému údolí, které bylo před rokem 1914 hojně využíváno pro kuchyňské zahrady. Ypry leží ve výšce 20 m n. m. a Bikschote, které je vzdáleno 6,4 km na sever, ve výšce 8,5 m. Několik kilometrů východně se výška země pohybuje v rozmezí 20 až 25 m, přičemž řeka Steenbeek, nacházející se v blízkosti Saint-Julien, leží ve výšce 15 m. Z Mesen se táhne severovýchodně nízký hřeben, jenž ve svém nejvyšším bodě dosahuje výšky 80 m. Prochází kolem lokality Clapham Junction, a to na západním konci Gheluveltské náhorní plošiny a obce Gheluvelt (4 km od Yper ve výšce 65 m). Poté směřuje nahoru k Passchendaele (8,9 km od Yper ve výšce 50 m) a dále klesá na sever a končí rovinou. Jeho sklon je zanedbatelný: u Hooge činí 1 : 60 a u Zonnebeke 1 : 33.
Pod půdou se vyskytuje londýnský jíl, písek a silt. Dle tří kategorií CWGC, kterými jsou písek, písčité půdy a vyvážené půdy, je Mesenský hřeben vyvážené a okolí Yper písčité půdy. Země je protkána mnoha potoky, kanály a příkopy, které potřebují pravidelnou údržbu. Od roku 1914 byla většina odtokových systémů zničena, přestože některé z nich byly opraveny anglickými společnostmi. Dle Britů byla oblast sušší než v okolí obcí Loos a Givenchy a Plugstreetského lesa, jež se nachází dále na jihu. Studie počasí, jejíž data byla pořízena mezi lety 1867 a 1916 ve městě Lille, vzdáleného 26 km od Yepr, byla vydána v roce 1989. Ukázala, že srpen byl spíše suchým měsícem nežli vlhkým, že suché podzimy zaznamenaly určitý vývoj (září–listopad) a že průměrné srážky v říjnu klesly od 60. let 18. století.

### Britské plány
Přípravy na operaci ve Flandrech započaly v roce 1915, a to rozšířením železniční tratě Hazebrouck–Ypry o další kolej a výstavby úplně nové železnice z vesnice Bergues do Provenu. Ta byla rozšířena o další kolej na počátku roku 1917. Druhá armáda postupovala kupředu ve výstavbě a rozšiřování silnic, železnic a opevnění. Díky ní se v létě roku 1917 jednalo o oblast s nejlepším systémem zásobování britského expedičního sboru. Mezi lednem 1916 a květnem 1917 bylo vytvořeno několik plánů a memorand, zabývajících se flanderskou ofenzívou. V nich se autoři snažili propojit dostupné prostředky k útoku a možnou německou obranu. Na začátku roku 1916 Haig a velitelé armády zdůraznili, že je důležité obsadit Gheluveltskou náhorní plošinu, která je klíčem k postupu na sever. Dne 14. února 1917 bylo Normanem MacMullenem, plukovníkem hlavního velitelství, navrhnuto, že by mohla být plošina obsazena masivním útokem tanků, čímž by se snížila potřeba dělostřelectva. Giffard LeQuesne Martel však po provedení průzkumu v dubnu zjistil, že oblast není vhodná k použití tanků.
Dne 9. února Rawlinson, velitel čtvrté armády, navrhl, že by mohl být Mesenský hřeben dobyt během jednoho dne. Řekl také, že je Gheluveltská náhorní plošina důležitým prvkem k útoku na sever. Dále dodal, že by se měl jižní útok ze Saint-Yves do Mont Sorrelu odehrát jako první a útok z Mont Sorrelu do Steenstraatu by měl proběhnout během 48 až 72 hodin. Macmullen předložil své memorandum 14. února, a to po diskusích s Rawlinsonem a Plumerem a po začlenění změn do svého konceptu, které navrhl Haig. Poté, co bylo memerando upraveno a byly do něj začleněny dodatky, se z něho stal plán „GHQ 1917“.  Týden po útoku na Mesenský hřeben Haig své armádní velitele seznámil s cíli operace: vyčerpat nepřítele, zajistit belgické pobřeží a dostat se k nizozemské hranici dobytím hřebene Passchendaele, poté by měl následovat postup vpřed do města Roeselare a operace Hush, neboli útok podél pobřeží s kombinovaným obojživelným přistáním. Pokud by vojsko a dělostřelectvo nestačily, mohla by tak být splněna pouze první část plánu. Dne 30. dubna Haig pověděl Goughovi, veliteli páté armády, že povede severní operace a budu velet vojskům na pobřeží. Přestože získal od britského válečného kabinetu povolení k provedení ofenzívy až 21. června.

### Německá obrana

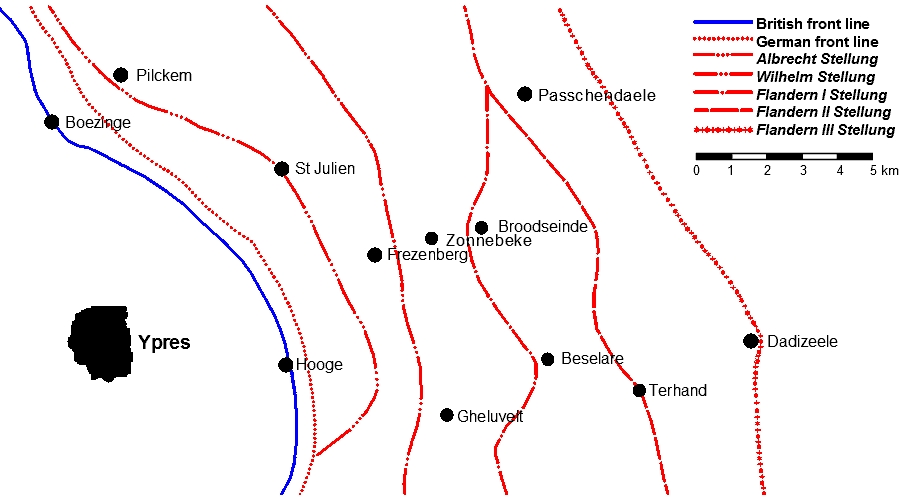
Britská přední linie a německá obrana v oblasti východně od Yper v polovině roku 1917

Čtvrtá armáda držela přední linie o délce 40 km s třemi oddíly (Gruppen), složenými z velitelství armádních sborů a různých divizí. Čtvrtý oddíl, který tvořily jednotky gardového záložního sboru (Garde-Reserve-Korps), se připojil o něco později. Oddíl Diksmuide držel 19 km se čtyřmi divizemi a dvěma Eingreif divizemi, oddíl Ypry držel 9,7 km od Pilckemu k meninské silnici s třemi divizemi a dvěma Eingreif divizemi a oddíl Wijtschate držel v podobné délce linii jižně od meninské silnice, a to s třemi divizemi a třemi Eingreif divizemi. Eingreif divize byly rozmístěny za hřebeny Menin a Passchendaele. O 8 km dozadu se nacházely další čtyři Eingreif divize a 11 km za nimi ještě dvě divize v záloze.
Němci se báli, že se Britové pokusí využít vítězství v bitvě u Mesen a budou pokračovat v tažení směrem k výběžku Tower Hamlets, na severním konci Mesenského hřebenu. Dne 9. června navrhl Ruprecht Bavorský stáhnout vojska východně od Mesen k linii Flandern. Výstavba obranných systémů započala. Byla však ukončena poté, co se náčelníkem štábu čtvrté armády stal Fritz von Loßberg. Loßberg odmítl stáhnout vojska k linii Flandern a nařídil, aby přední linie, nacházející se na východ od linie Oosttaverne, byla neúprosně držena. Z Flandernstellungu (Flanderská pozice), která vede podél Passchendaelského hřebene před linií Flandern, se stane Flandern I Stellung. Nová pozice zvaná Flandern II Stellung povede od západu od Meninského hřebene až na sever k Passchendaele. Výstavba třetí pozice Flandern III Stellung, vedoucí východně od Meninského hřebene na sever k obci Moorslede, také začala. Od července 1917 byla oblast jižně od Yper chráněna těmito obrannými pozicemi: přední pozicí, Albrechtstellungem (druhá pozice), Wilhelmstellungem (třetí pozice), Flandern I Stellungem (čtvrtá pozice), Flandern II Stellungem (pátá pozice) a Flandern III Stellungem (nedokončená šestá pozice). Mezi německými obrannými liniemi leželo několik vesnic, jmenovitě například Zonnebeke a Passchendaele. Bylo v nich vybudováno opevnění a byly připraveny na obranu.
Dne 25. června Erste Generalquartiermeister Erich Ludendorff navrhl Ruprechtu Bavorskému, aby se oddíl Ypry stáhl k Wilhelmstellungu. Tím by se z Albrechtstellungu stala předsunutá pozice. Dne 30. června bylo Hermannem von Kuhlem, náčelníkem oddílu, navrhnuto, aby se vojska stáhla až k Flandern I Stellungu podél hřebene Passchendaele. Setkala by se zde se starou frontovou linií, ležící na severu v blízkosti Langemarku a obcí Armentières na jihu. Zabránilo by se tak ukvapenému ústupu ze hřebenu Pilckem a Britové by byli přinuceni k časově náročnému přesunu svých vojsk. Loßberg nesouhlasil. Věřil, že Britové zahájí ofenzivu na široké frontě a že oblast na východ od Sehnenstellungu lze snadno bránit. Zmínil, že je možné meninskou silnici ubránit v případě, pokud se z ní stane hlavní bod (Schwerpunkt) německého obranného systému. Bez hřebenu Pilckem nemohli Britové sledovat údolí Steenbeek. Němci jej však mohli pozorovat z hřebenu Passchendaele. Díky tomu mohly jejich dělostřelecké baterie podpořit palbou pěší jednotky. Loßbergův úsudek byl přijat a nedošlo ke stažení.

### Bitva u Mesen

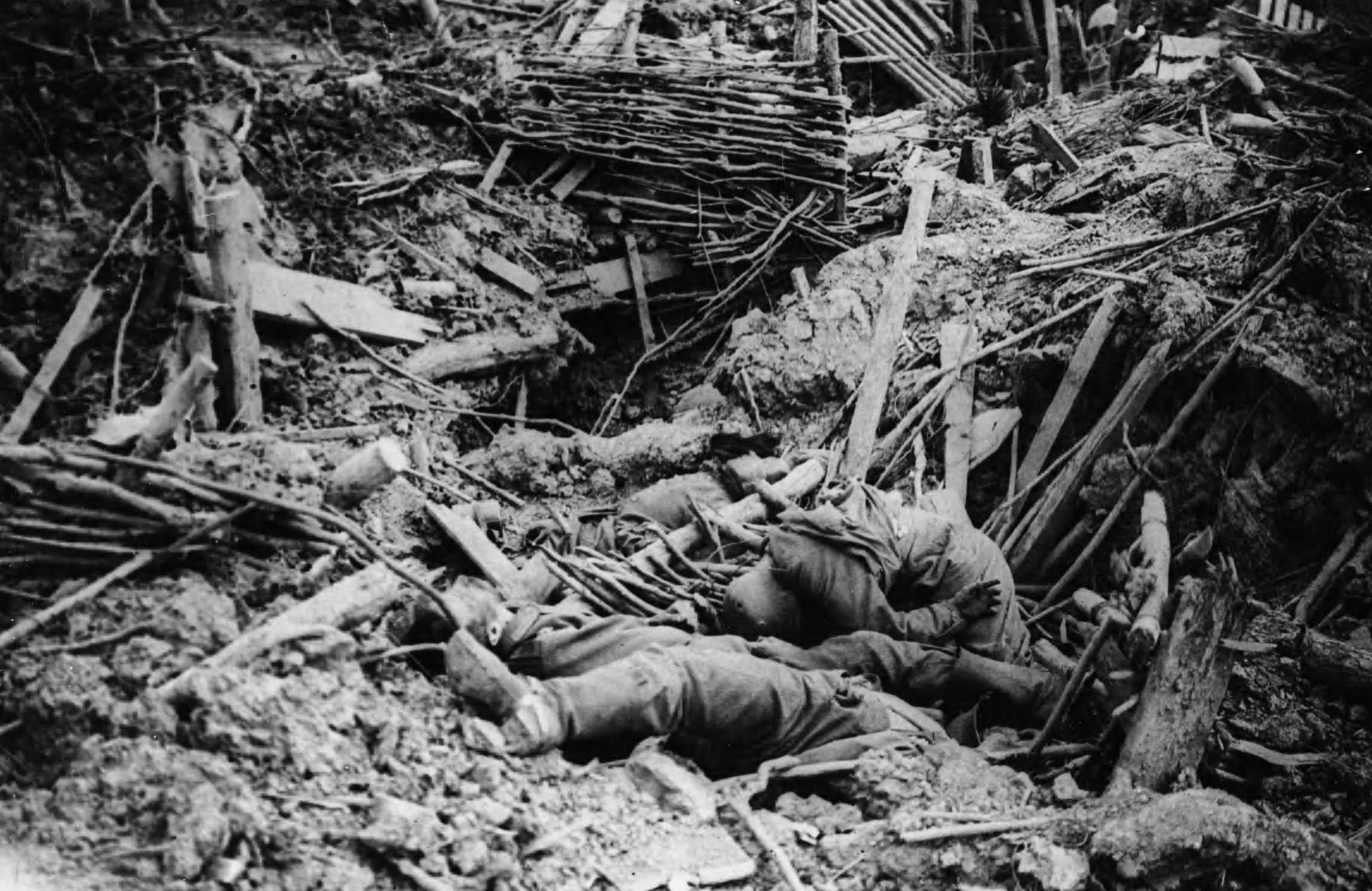
Německý zákop po výbuchu náloží ve vykopaných tunelech

V první fázi plánované ofenzívy se Britové rozhodli zaútočit na německé pozice, které byly rozmístěny na jihu od Yper na Meseneském hřebeni. Němci se mohli z hřebenu rozhlížet po Yprech anebo pálit z boku na britské jednotky ze severní části oblouku, a tak bylo strategicky důležité hřeben získat. Britské jednotky kopaly od poloviny roku 1915 pod německými pozicemi na hřebeni tunely. K červnu 1917 bylo 21 z nich naplněno téměř 454 t výbušnin. Němci věděli, že britské jednotky kopou pod zemí tunely a zavedli tak protiopatření. Byli však překvapeni jejich rozsahem a úsilím, které Britové na kopání vynaložili. Dne 7. června bylo ve 3:10 britského letního času odpáleno 19 tunelů, u zbylých dvou nedošlo k detonaci. Britům se podařilo dosáhnout jejich cílů před setměním. Zároveň přišili v počátečním útoku o méně vojáků, než původně předpokládali. Počítalo se totiž až s 50 % ztrátami. Při postupu pěchoty přes vzdálený okraj hřebene zahájilo německé dělostřelectvo a kulometníci, nacházející se východně od hřebenu, otevřenou palbou. Britské dělostřelectvo nebylo v danou chvíli schopné zcela efektivně nepřátelskou palbu potlačit. Němci byli nuceni se kvůli bitvě stáhnout z důležité oblasti na jižní straně Yperského oblouku, kterou 4. armáda držela od první bitvy u Yper, odehrané roku 1914.

## Odkaz v kultuře
- Příběh kanadského válečného filmu Bitva o Passchendaele z roku 2008 se odehrává během jmenované bitvy.[50]
- O bitvě u Passchendaele a masakrech první světové války pojednává píseň „The Price of a Mile“[51] z alba The Art of War švédské powermetalové skupiny Sabaton.[52][53]
- Kytarista kapely Iron Maiden Adrian Smith napsal píseň „Paschendale“ pojednávající o bitvě, kterou kapela vydala na albu Dance of Death v roce 2003.